# Elecciones legislativas del Imperio ruso de 1912
Las elecciones legislativas se celebraron en el Imperio ruso en septiembre de 1912 para elegir la Cuarta Duma Imperial de Rusia.

## Resultados
Alrededor del 51% de los diputados elegidos eran nobles, el más alto porcentaje durante la época zarista.  Tanto la derecha como la izquierda aumentaron su representación en la Duma; Los partidos derechistas obtuvieron 153 escaños y los izquierdistas 152, mientras que los centristas, incluido el Partido Octubrista, se redujeron a 130 escaños.
| Partido                            | Escaños | +/– |
| ---------------------------------- | ------- | --- |
| Nacionalistas                      | 120     | +23 |
| Union del 17 de octubre            | 98      | –56 |
| Derechistas                        | 65      | +15 |
| Partido Democrático Constitucional | 59      | +5  |
| Partido Progresista                | 48      | +20 |
| Autonomistas                       | 21      | –5  |
| Partido Obrero Socialdemócrata     | 14      | –5  |
| Trudoviques                        | 10      | –3  |
| Independientes                     | 7       | +7  |
| Total                              | 442     | +1  |

## Consecuencias
Después de las elecciones, la Unión del 17 de octubre se convirtió en un partido de oposición debido a su hostigamiento por parte del gobierno durante las elecciones.